# Vehicul cu pile de combustie
Vehiculele cu pile de combustie sunt un tip de vehicule electrice care utilizează pile de combustie pentru a alimenta cu energie un motor electric intern. Pilele de combustie produc curent electric, de regulă folosind oxigenul din aer și hidrogen (lichid) dintr-un rezervor amplasat în automobil. Un asemenea automobil nu emite decât căldură și apă, fiind considerat vehicul cu emisii zero. 
Diferite pile pot fi folosite: pile cu hidrogen și membrană de schimb protonic, pile cu alcooli (pilă de combustie cu metanol, pilă de combustie cu etanol), pile cu acid fosforic, cu oxizi solizi, cu acid formic, cu carbonați topiți, cu hidrazină, etc. Este necesară crearea unei infrastructuri de alimentare cu hidrogen pentru pilele cu hidrogen și membrană cu electrolit polimer. 
Alternativa la dezvoltarea infrastructurii hidrogenului e perfecționarea pilelor cu combustibil alcooli, enzimatice sau nu.
Primul vehicul de acest tip a fost dezvoltat de General Motors în anii 1960 (Chevrolet Electrovan).
Acest mod de propulsie include pe lângă automobile, autobuse, trenuri, etc. Unele vehicule electrice cu baterie folosesc pilele pentru a prelungi distanța parcursă între reîncărcările bateriei.

## Vehicule produse în serie
- BMW — i Hydrogen Next
- DaimlerChrysler — Mercedes-Benz Necar 5, Mercedes-Benz F-Cell, Mercedes-Benz GLC F-Cell
- Ford — Ford Focus FCV
- General Motors — Hy-wire, HydroGen3
- Honda — Honda FCX Clarity, Honda EV Plus
- Hyundai — Hyundai ix35 FCEV, Hyundai Nexo
- Mazda — Mazda RX-8[1]
- Nissan — Nissan X-Trail FCV
- Renault — Renault Kangoo Z.E. H2
- Toyota — Toyota Mirai
- Volkswagen — VW Bora HyMotion, VW Touran HyMotion

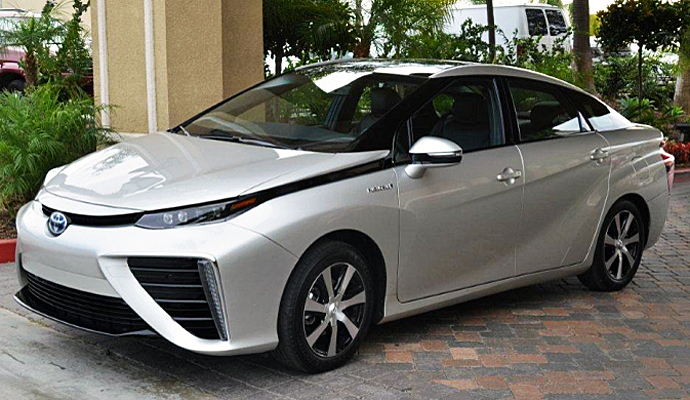
Toyota Mirai
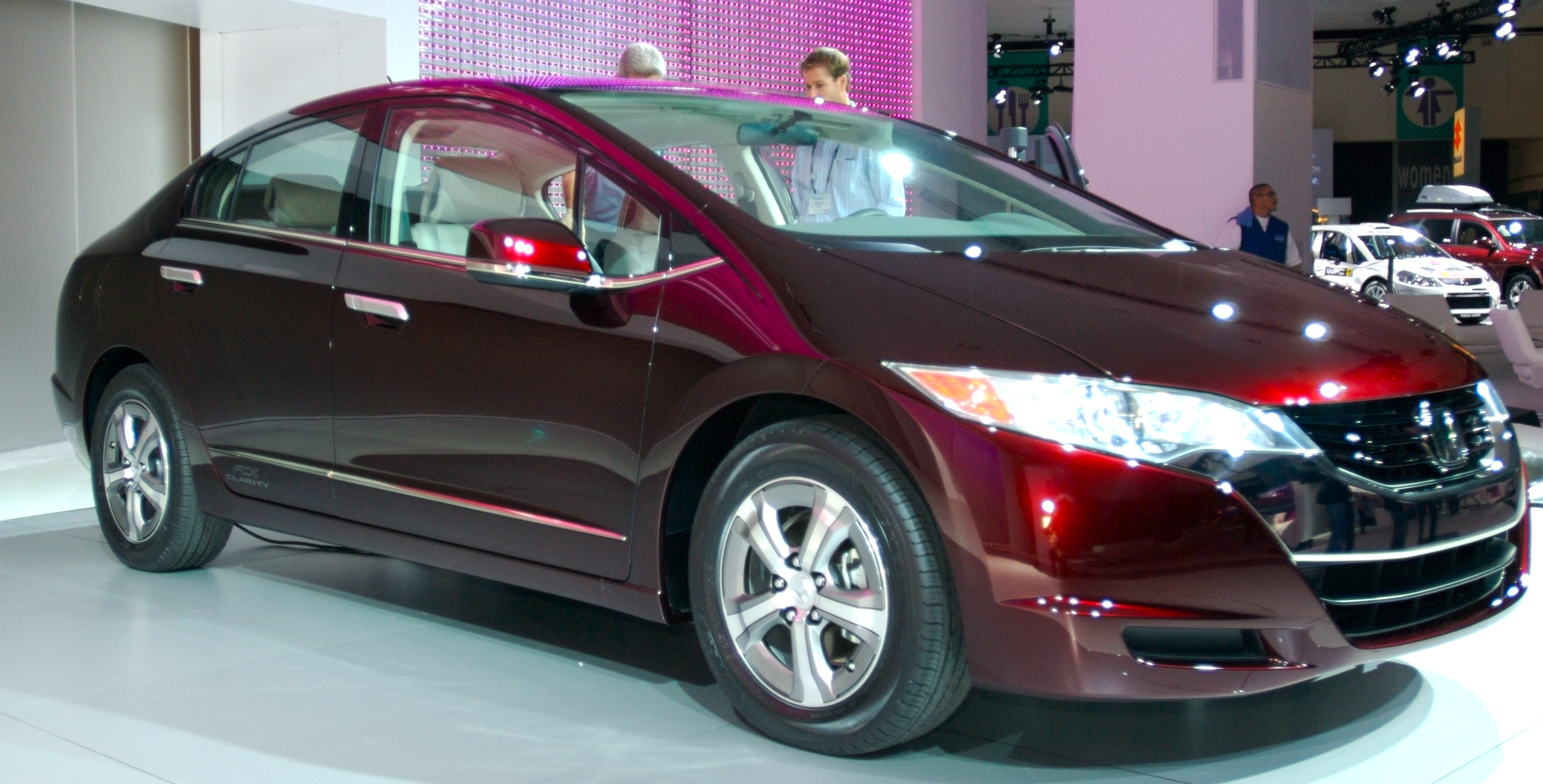
Honda FCX Clarity
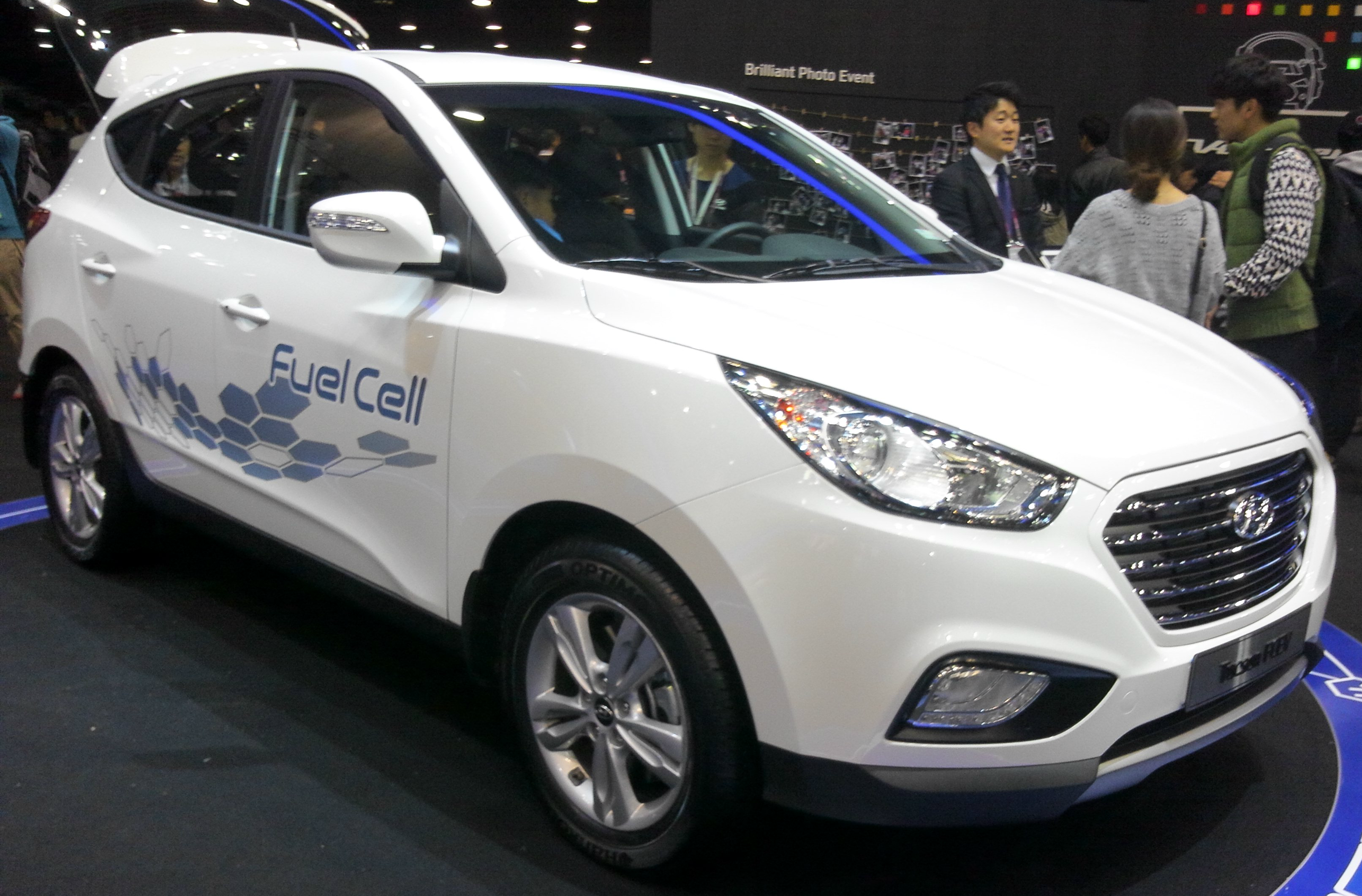
Hyundai Tucson FCEV